# Йозеф Брайтбах (награда)
Литературната награда „Йозеф Брайтбах“ (на немски: Joseph-Breitbach-Preis) е учредена през 1977 г. от писателя Йозеф Брайтбах. След 1998 г. се присъжда ежегодно от Академията за науки и литература в Майнц и Фондация Йозеф Брайтбах във Вадуц на автори, пишещи на немски.
Наградата е в размер на 50 000 €.

## Носители на наградата (подбор)
- Бригите Кронауер (1998)
- Райнхард Иргл, Райнер Малковски (1999)
- Илзе Айхингер, В. Г. Зебалд, Маркус Вернер (2000)
- Томас Хюрлиман, Инго Шулце, Дитер Велерсхоф (2001)
- Ерика Буркарт, Роберт Менасе (2002)
- Кристоф Мекел, Херта Мюлер (2003)
- Вулф Кирстен (2006)
- Фридрих Кристиан Делиус (2007)
- Марсел Байер (2008)
- Урзула Крехел (2009)
- Михаел Крюгер (2010)
- Ханс Йоахим Шедлих (2011)
- Джени Ерпенбек (2014)
- Томас Лер (2015)
- Деа Лоер (2017)
- Арно Гайгер (2018)
- Нора Босонг (2020)
- Наташа Водин (2022)
- Марион Пошман (2023)
- Ане Вебер (2024)